# Chelidura tibetana
Chelidura tibetana – gatunek skorka z rodziny skorkowatych i podrodziny Anechurinae.
Gatunek ten opisany został po raz pierwszy w 1935 roku przez Andrieja Siemionowa-Tian-Szanskiego i Grigorija Bej-Bienkę jako Anechura tibetana. Do rodzaju Chelidura przeniesiony został w 1990 roku przez Henrika Steinmanna.
Skorek ten ma stosunkowo krępe, ciemnobrązowo-czarno, rzadziej rudo-czarno ubarwione ciało. Samiec osiąga 16 mm  długości ciała mierzonej wraz ze szczypcami, natomiast samica pozostaje nieznana nauce. Duża, nabrzmiała, nieco dłuższa niż szeroka, gładka głowa ma słabo widoczne szwy, wklęśnięty środek tylnej krawędzi i bardzo małe, krótsze od skroni oczy. Czułki mają pierwszy z członów mały i krótszy niż rozstaw czułków, drugi kwadratowy, a pozostałe cylindryczne. Poprzeczne przedplecze ma ściętą krawędź przednią, mniej lub bardziej proste i ku tyłowi delikatnie rozszerzone krawędzie boczne, wypukłą krawędź tylną i wyraźną bruzdę podłużną przez środek powierzchni. Pod szczątkowymi pokrywami brak jest skrzydeł tylnej pary. Lekko przypłaszczony, w widoku od góry wypukły odwłok ma tergity czwarty i trzeci z wyraźnymi podgięciami gruczołowymi na bokach. Poprzeczny tergit ostatni ma gładką powierzchnię i jest niezmodyfikowany. Niewielkich rozmiarów pygidium jest z tyłu zaokrąglone. Przysadki odwłokowe (szczypce) mają prosto zbudowane, trochę przypłaszczone, nieuzbrojone, w widoku od góry faliste ramiona. Narządy rozrodcze samca są duże, o szerokiej i u szczytu poszerzonej płytce centralnej, relatywnie krótkich i szeroko u szczytów zaokrąglonych paramerach zewnętrznych oraz z długą, zaopatrzoną w pęcherzyk nasadowy virgą w płacie genitalnym.
Owad palearktyczny, endemiczny dla Tybetu w Chinach.